# Documents diplomatiques suisses
 (juillet 2010).
Les Documents diplomatiques suisses (Dodis) sont un groupe de recherche et un projet d’édition de documents-clés sur les relations internationales de la Suisse et l’histoire contemporaine. Le groupe de recherche publie une collection de volumes imprimés et gère la banque de données en ligne « Dodis ».

## Objectif
Dodis n'est pas un projet étatique, mais constituent un groupe de recherche indépendant qui sélectionne les documents selon des critères purement scientifiques. Les chercheurs s’efforcent de documenter les multiples aspects des relations internationales de la Suisse. Le travail de recherche des DDS vise à mettre à disposition des historiens des sources propres à différents thèmes et à faciliter la reconstruction de longs processus.

## Organisation
Les Documents Diplomatiques Suisses sont une entreprise de l’Académie suisse des sciences humaines et sociales (ASSH) et sont patronnés par la Société suisse d'histoire (SSH). L’Académie prend en charge le financement et l’administration du projet dès janvier 2000 ; auparavant, Dodis est en grande partie financés par le Fonds national suisse de la recherche scientifique (FNS). Le projet est également soutenu par les Archives fédérales suisses (AFS), qui abritent le centre de recherche de Dodis, ainsi que par le Département fédéral des affaires étrangères (DFAE). Le centre de recherche est piloté par un directeur, engagé par la Commission DDS composée de représentants des organisations susmentionnées et de professeurs d’université.

## Histoire
En 1972, un groupe d’historiens prend l’initiative de publier des documents pour l’étude de la politique étrangère et des relations internationales de la Suisse. Entre 1979 et 1997 paraissent 15 volumes, qui couvrent la période allant de 1848 à 1945. Chacun de ces volumes a été réalisé par une équipe différente de chercheurs universitaires. Au milieu des années 1990, le projet a été entièrement repensé : lors de la planification de la seconde série et des réflexions concernant la mise en place de la banque de données en ligne, il a été décidé de créer un centre de recherche permanent, au lieu d’avoir des équipes de recherche changeantes. Depuis 1997, date du début des travaux pour la seconde série des volumes imprimés (1945-1989), la banque de données dodis.ch est librement accessible sur Internet.

## Publications

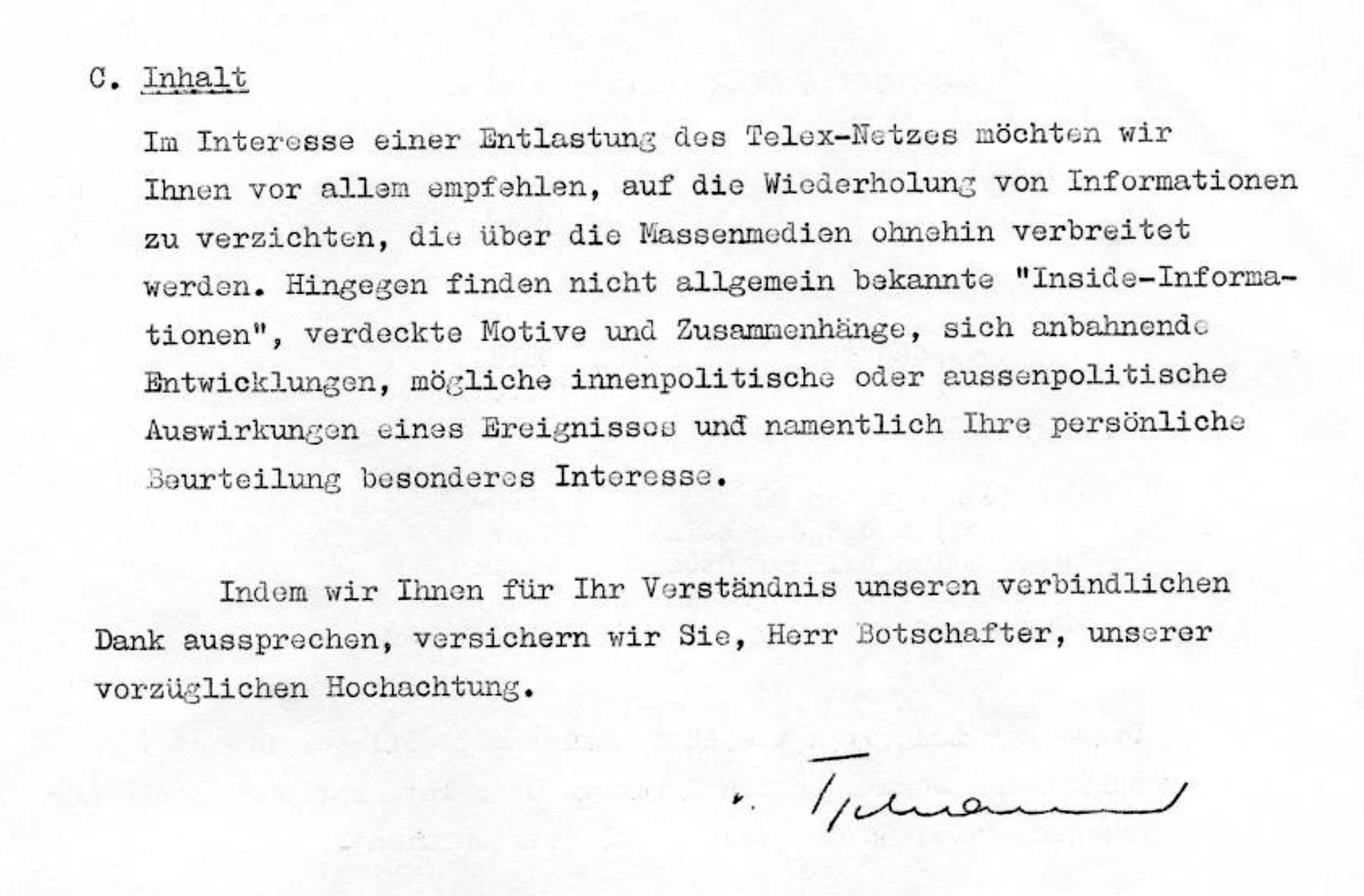
Exemple d'un document Dodis ;

### La banque de données dodis.ch
Dodis est la banque de données des Documents Diplomatiques Suisses (Dodis). Elle contient des documents, préalablement numérisés, provenant principalement des Archives fédérales suisses. En outre, elle met en réseau des métadonnées sur les personnes et les organisations de l’histoire internationale et de l’histoire suisse, ce qui permet une classification critique des sources et donne des pistes de recherche à la fois sur Dodis ainsi que dans les fonds d’archives correspondants. Les plusieurs milliers de documents disponibles dans Dodis, contrairement à ceux qui sont publiés dans les volumes, ne sont pas annotés ; ils sont toutefois indexés selon des critères scientifiques. Dodis permet de consulter les documents sous forme d’image (les documents sont scannés au format pdf).

### Les volumes DDS
La collection imprimée de Dodis vise à illustrer les principes fondamentaux et les lignes directrices des relations internationales de la Suisse. Sont surtout publiés des documents qui résument des orientations générales de politique extérieure ou mettent en lumière des changements de stratégie. Entre 1979 et 1997 a été publiée une première série de 15 volumes couvrant la période 1848-1945. Ceux-ci sont désormais numérisés et peuvent être consultés par recherche plein texte sur le site Internet des Archives fédérales (consultation en ligne des publications officielles de la Confédération). La seconde série, qui couvre la période allant de 1945 à 1989, sera achevée d’ici 2020. Elle se composera également de 15 volumes. Le groupe de recherche travaille actuellement sur la période 1964-1969 (volumes 23 et 27).